# Олешковичи (Волынская область)
Олешковичи (укр. Олешковичі) — село в Рожищенской городской общине Луцкого района Волынской области Украины.
До 2020 года входило в Рожищенский район.
Код КОАТУУ — 0724584605. Население по переписи 2001 года составляет 86 человек. Почтовый индекс — 45109. Телефонный код — 3368. Занимает площадь 5,01 км².